# Ligue des loyalistes de l'Empire
La Ligue des loyalistes de l'Empire (LEL), également désignée sous l'appellation de « groupe gingembre » au sein du Royaume-Uni et du Commonwealth, est un groupe de défense d'intérêts fondée en 1954. Son objectif affiché était de s'opposer à la dissolution de l'Empire britannique. Ce cercle, restreint en nombre, rassemblait principalement d'anciens ou actuels membres du Parti conservateur, placés sous la direction d'A. K. Chesterton, figure notoire ayant auparavant milité au sein de la British Union of Fascists sous l’égide de Oswald Mosley. Bien que la Ligue bénéficiât du soutien de certains conservateurs, elle demeura en marge des instances dirigeantes du parti, qui la considéraient avec une certaine défiance. 

## Histoire
A. K. Chesterton fonda ce groupe en 1954 à l’aile la plus conservatrice du Parti conservateur, en réaction aux tendances libérales qui marquaient alors le torysme, incarnées notamment par les réformes de R.A. Butler. Animé par une crainte obsidionale à l’égard de l’expansionnisme soviétique et de l’influence américaine, Chesterton développa la thèse d’une collusion entre le bolchevisme et le capitalisme américain, qu’il attribuait à une prétendue conspiration juive visant à miner l’Empire britannique. Cette idéologie, empreinte d’un antisémitisme conspirationniste, influença durablement les orientations initiales de la Ligue. 
Les critiques d’envergure avancées par cette théorie du complot ont contribué à élargir l’audience de la Ligue des loyalistes de l’Empire, lui permettant d’attirer des membres issus de divers courants de la droite britannique. Parmi ses rangs figuraient d’anciens militants du British Union of Fascists, tels que Chesterton lui-même et Barry Domvile, ainsi que des traditionalistes attachés à la défense de la patrie, à l’instar du général Richard Hilton. La ligue parvint également à séduire une frange plus radicale de la jeunesse, représentée par des figures comme John Tyndall, John Bean, Colin Jordan et Martin Webster. Durant ses premières années, la LEL réussit à rallier à sa cause certains personnages influents de l’establishment britannique. Parmi eux se trouvaient des officiers supérieurs, tels que le field marshal Edmund Ironside, 1er baron Ironside, le lieutenant-général Balfour Oliphant Hutchison, ainsi que des personnalités politiques marginales, comme l’ancien candidat du British People’s Party, le commodore de l’air G. S. Oddie. 
Bien que la LEL ait apporté son soutien à un candidat indépendant, alors membre de l'organisation, lors de l'élection partielle de Lewisham en 1957, elle ne constituait pas, à proprement parler, un parti politique. Selon l'historien Nigel Fielding, la LEL regroupait principalement des conservateurs d’obédience droitière, notamment d’anciens militaires, ainsi que quelques figures issues de la mouvance fasciste d’avant-guerre.

## Méthodes
La Ligue des loyalistes de l’Empire se fait connaître par ses manœuvres singulières lors des réunions et congrès du Parti conservateur, suscitant une irritation récurrente au sein de cette formation. Ses membres recouraient à des méthodes insolites, telles que se dissimuler, de nuit, sous l’estrade des orateurs pour intervenir durant les débats et défendre leurs vues. Lors de la conférence du parti à Blackpool en 1958, George Irvine Finlay, futur directeur de l’organisation des conservateurs écossais, fut mêlé à l’expulsion manu militari de plusieurs ligueurs. La couverture médiatique de l’incident conduisit à des poursuites pour agression à son encontre. Non seulement il fut acquitté, mais les dépens furent mis à la charge de la partie civile. La même année, la LEL attira de nouveau l’attention lorsque certains de ses partisans tentèrent une « invasion » de la conférence de Lambeth, réunissant les évêques de la Communion anglicane. Ces initiatives, bien que marginales, contribuèrent à la notoriété controversée de l’organisation. 
Dans un autre épisode, Austen Brooks, membre de la LEL, parvint à s’introduire à un déjeuner en l’honneur d’U Thant en usurpant l’identité de l’archevêque chypriote Makarios III, dont il partageait la barbe fournie. Après avoir révélé sa supercherie, il proféra des slogans en faveur de son mouvement. Anthony Eden fut également pris à partie par la LEL : lors de l’arrivée de Nikita Khrouchtchev et de Nikolaï Boulganine à la gare Victoria en 1956, des militants l’interpellèrent, l’accusant d’avoir serré la main de « meurtriers ». En novembre 1961, Leonard Young, officier de la Royal Air Force et auteur de l’ouvrage Deadlier Than the H-Bomb (1956), attira de nouveau l’attention sur la LEL en jetant un sac de boyaux de mouton sur Jomo Kenyatta, alors président du Kenya. De même, la Campagne pour le désarmement nucléaire fut perturbée lors de son meeting inaugural au Westminster Central Hall, le 17 février 1958, où des orateurs, notamment Michael Foot, furent vivement chahutés. À la suite de ces agissements, les dirigeants conservateurs firent savoir, de manière explicite, qu’il convenait de marginaliser la LEL, ce qui entraîna un déclin marqué de ses effectifs.

## Idéologie
Comme son appellation le suggère, la Ligue pour l’Empire (LEL) avait pour dessein originel de promouvoir la pérennité de l’Empire britannique et de militer en faveur de sa perpétuation. Ses exhortations récurrentes à une restauration impériale, ainsi qu’à la réaffirmation de la vocation des Britanniques à régir les affaires du monde, contribuèrent progressivement à son éloignement du Parti conservateur. En effet, cette dernière formation s’orientait alors vers un conservatisme davantage recentré sur la nation, courant qui finit par s’imposer au sein de ses instances dirigeantes. Cette rupture s’accentua à partir de l’accession du Soudan à l’indépendance, puis, de manière plus manifeste, à la suite de la crise de Suez en 1956, événement à l’issue duquel les conservateurs rompirent officiellement avec toute revendication d’incarner le parti de l’Empire. 
Au fil des années, cette formation s’est principalement attachée à combattre l’immigration extra-européenne au Royaume-Uni, devenant l’un des artisans notables de la création, en février 1967, du Front national britannique, en collaboration avec d'autres cénacles d'extrême droite et des groupuscules néonazis. À mesure que le mouvement approchait de sa dissolution, l'antisémitisme personnel de Chesterton, de même que son adhésion aux thèses conspirationnistes visant les populations juives et ce qu’il désignait comme le capitalisme international, acquirent une place croissante dans la doctrine de la Ligue des loyalistes de l'Empire. Par ailleurs, la Ligue se signalait par un anticommunisme virulent et entretenait des affinités idéologiques avec divers comités d’émigrés, au rang desquels figure notamment le Comité national ukrainien. 

## Déclin et scissions
En 1961, la Ligue d’Empire Loyaliste se trouve confrontée à de sérieuses difficultés financières, au point que son dirigeant, A. K. Chesterton, se voit contraint de pourvoir lui-même aux besoins matériels du mouvement. Parallèlement, l’organisation connaît une érosion notable de ses effectifs, passant d’un apogée de 3 000 membres en 1958 à environ 300 trois années plus tard. Cette désaffection s’explique notamment par plusieurs scissions : une partie des adhérents suit John Hilton pour fonder le Parti patriotique, tandis qu’un autre contingent rallie Colin Jordan. Ce dernier avait quitté la LEL dès 1957, après avoir publiquement requis l’exclusion des Juifs et des individus non européens — une orientation qui, bien qu’ayant trouvé un certain écho, entraîna aussi son isolement. John Bean, quant à lui, abandonne la Ligue l’année suivante, dans un climat de dissensions personnelles et idéologiques. Tant Jordan que Bean plaident alors en faveur de la constitution de formations politiques de masse, approche que Chesterton, fidèle à une vision plus élitiste et doctrinaire, rejette catégoriquement. Avec le temps, toutefois, les deux dissidents parviennent à rallier à leur dessein les membres de leurs nouvelles structures respectives — la White Defence League pour Jordan et le Parti national-travailliste pour Bean — en y défendant ces conceptions organisationnelles, ainsi que d’autres positions plus extrêmes. 
Au mitan des années 1960, la Ligue des loyalistes de l'Empire n’était plus que l’ombre d’elle-même. Selon les termes de l’un de ses membres dirigeants, Rodney Legg, elle apparaissait alors comme décalée, voire surannée, tout en étant en proie à une pénurie chronique de subsides. Dès 1964, A. K. Chesterton confiait en privé que l’avenir de la Ligue serait peut-être mieux assuré en se rapprochant des éléments plus jeunes et plus véhéments qui l’avaient quittée au cours de la décennie. Dans une tentative de ranimer ce groupement moribond, Chesterton fut convaincu de présenter trois candidats désignés comme « loyalistes indépendants » lors des élections générales de 1964. Néanmoins, ces derniers ne recueillirent ensemble que 1 064 suffrages. Selon l’analyse de Michael Billig, cette initiative visait moins une véritable percée électorale qu’un simple effet de réclame. Le périodique de la Ligue, Candour, continua de soutenir le Front national tant que Chesterton en demeura le président. Ce journal prit par la suite son indépendance et demeure encore publié à ce jour.

## Création du Front national
Malgré les résultats fort modestes enregistrés par les trois candidats, des contributions affluèrent depuis l’ensemble du territoire afin de soutenir le déroulement de leur campagne électorale. Ce phénomène suscita une vive impression chez Chesterton, lequel avait jusqu’alors été contraint de pourvoir en grande partie, sur ses propres deniers, aux besoins financiers du LEL. À la même époque, Chesterton se trouvait préoccupé par un litige successoral relatif à l’héritage de son ancien mécène, le millionnaire Robert K. Jeffrey, établi au Chili, dont les dernières volontés se révélaient contradictoires en raison de l’existence de deux testaments incompatibles. Toutefois, l’enthousiasme de Chesterton pour l’action politique fut ravivé par la découverte de la relative aisance avec laquelle il était possible de réunir des fonds pour l’entretien d’un parti, ainsi que par l’ascension d’Edward Martell, figure libertaire de la droite radicale. Martell s’était taillé une renommée en qualité de collecteur de fonds aguerri, et bien que ses orientations doctrinales différassent sensiblement de celles de Chesterton, ses méthodes n’en suscitèrent pas moins l’admiration de ce dernier. Au printemps de l’année 1966, fort de cet élan renouvelé, Chesterton entreprit de sonder diverses figures de la mouvance nationaliste, notamment Colin Jordan, John Tyndall et John Bean, en vue d’examiner la faisabilité d’un rapprochement visant à constituer un front commun sur les marges de l’extrême droite britannique. 
L’humeur de Chesterton se trouva quelque peu assombrie par les résultats des élections générales de 1966, qui virent le Parti travailliste remporter une victoire écrasante, tandis que les candidats anti-immigration perdaient une part de leur influence. Par ailleurs, la déclaration unilatérale d’indépendance de la Rhodésie et son retrait subséquent du Commonwealth contribuèrent à renforcer son pessimisme. Toutefois, ces événements le convainquirent qu’un espace politique se dessinait désormais à la droite du Parti conservateur, offrant des perspectives plus favorables à l’émergence d’un mouvement d’extrême droite unifié. Le LEL, qu’il dirigeait, subissait alors la concurrence croissante de la Racial Preservation Society (RPS) et du Monday Club, ce qui rendait d’autant plus pressante la nécessité de fonder un nouveau parti. Durant cette période, Chesterton entama des pourparlers avec le Dr David Brown, figure éminente de la RPS, au sujet d’un projet commun visant à créer un Parti national démocrate. Cependant, il se retira lorsque Brown a insisté sur le fait que le LEL serait effectivement remis au contrôle du RPS dans le cadre de cet accord.
Les pourparlers avec le British National Party (BNP) s’intensifièrent sensiblement à compter de septembre 1966. Lors de la conférence du LEL tenue le mois suivant, les tractations avaient atteint un degré d’avancement tel que la principale question débattue fut celle de l’appellation à adopter pour la nouvelle entité politique : British Front ou National Independence Party. À cette occasion, il fut également décidé de l’établissement d’un comité chargé d’en arrêter les modalités concrètes de constitution. Cette commission fut composée, pour le LEL, d’Austen Brooks, Rosine de Bounevialle, Avril Walters et Nettie Bonner, et pour le BNP, de Philip Maxwell, Bernard Simmons et Gerald Kemp. Le 7 février 1967, le League of Empire Loyalists fut officiellement dissous et céda la place à la formation issue de cette fusion, désormais désignée sous l’appellation de Front national. 